# Alao
Alao är en ort i Amerikanska Samoa (USA).   Den ligger i distriktet Östra distriktet, i den västra delen av landet, 15 kilometer öster om huvudstaden Pago Pago. Alao ligger 5 meter över havet och antalet invånare är 508.
Terrängen runt Alao är kuperad västerut. Havet är nära Alao österut.  Närmaste större samhälle är Pago Pago, 15,0 kilometer väster om Alao. 